# 真空电容率
真空电容率，又称为真空介电系数，或電常數，是一个常见於电磁学的物理常数，符号为{\displaystyle \epsilon _{0}}。在国际单位制裏，真空电容率的數值为：
{\displaystyle \epsilon _{0}\approx 8.854\ 187\ 817\dots \ \times 10^{-12}} 法拉／米。
真空電容率 {\displaystyle \epsilon _{0}} 可以用公式定義為
{\displaystyle \epsilon _{0}\ {\stackrel {def}{=}}\ {\frac {1}{\mu _{0}{c_{0}}^{2}}}}；
其中，{\displaystyle c_{0}} 是光波傳播於真空的光速，{\displaystyle \mu _{0}} 是真空磁導率。
採用國際單位制，{\displaystyle c_{0}} 的數值定義為 {\displaystyle 299\ 792\ 458} 米／秒，但根据2019年新国际单位制，{\displaystyle \mu _{0}} 的数值是近似值。因此，{\displaystyle \epsilon _{0}} 的数值不是定義值，近似為
{\displaystyle \epsilon _{0}\approx 8.854\ 187\ 817\ldots \times 10^{-12}} 安培2秒4公斤-1米-3（或者法拉／米）。
這些數值都可以在2006 CODATA報告裏找到。   

真空電容率出現於電位移{\displaystyle \mathbf {D} \,\!}的定義式：
{\displaystyle \mathbf {D} \ {\stackrel {def}{=}}\ \epsilon _{0}\mathbf {E} +\mathbf {P} \,\!}；
其中，{\displaystyle \mathbf {E} \,\!}是電場，{\displaystyle \mathbf {P} \,\!}是電介質的經典電極化強度。
學術界常遇到一個錯誤的觀點，就是認為真空電容率{\displaystyle \epsilon _{0}\,\!}是一個可實現真空的一個物理性質。正確的觀點應該為，{\displaystyle \epsilon _{0}\,\!}是一個度量系統常數，是由國際公約發表和定義而產生的結果。{\displaystyle \epsilon _{0}\,\!}的定義值是由光波在參考系統的光速或基準（benchmark）光速的衍生而得到的數值。這參考系統稱為自由空間，被用為在其它各種介質的測量結果的比較基線。可實現真空，像外太空、超高真空（ultra high vacuum）、量子色動真空（QCD vacuum）、量子真空（quantum vacuum）等等，它們的物理性質都只是實驗和理論問題，應與{\displaystyle \epsilon _{0}\,\!}分題而論。{\displaystyle \epsilon _{0}\,\!}的含義和數值是一個度量衡學（metrology）問題，而不是關於可實現真空的問題。為了避免產生混淆，許多標準組織現在都傾向於採用電常數為{\displaystyle \epsilon _{0}\,\!}的名稱。

## 歷史背景
如同前面所述，真空電容率{\displaystyle \epsilon _{0}\,\!}是一個度量系統常數。它的出現於電磁量的定義方程式，主要是因為一個稱為理想化的程序。只使用純理論的推導，馬克士威方程組奇異地預測出，電磁波以光速傳播於自由空間。繼續推論這個預測，就可以給出{\displaystyle \epsilon _{0}\,\!}的數值。若想了解為什麼{\displaystyle \epsilon _{0}\,\!}會有這數值，必須稍微閱讀一下電磁度量系統的發展史。
在以下的講述中，請注意到我們經典物理並不特別區分「真空」和「自由空間」這兩個術語。當今文獻裏，「真空」可能指為很多種不同的實驗狀況和理論實體。在閱讀文獻時，只有上下文可以決定術語的含意。

### 單位理想化
查爾斯·庫侖和其它物理學家的實驗，證明庫侖定律：分開距離為{\displaystyle r\,\!}，電量都是{\displaystyle Q\,\!}的兩個點電荷，其相互作用於對方的力{\displaystyle F\,\!}，可以用方程式表達為
{\displaystyle F={\frac {k_{\mathrm {e} }Q^{2}}{r^{2}}}\,\!}；
其中，{\displaystyle k_{\mathrm {e} }\,\!}是個常數。
假若，對其它變量不加以任何約束，則{\displaystyle k_{\mathrm {e} }\,\!}可以任意地設定。對於每一個不同的{\displaystyle k_{\mathrm {e} }\,\!}數值設定，{\displaystyle Q\,\!}的詮釋也相隨地不同。為了要避免混淆不清，每一個不同的詮釋必須有不同的名稱和標記符號。
厘米-克-秒靜電制是一個十九世紀後期建立的標準系統。在這標準系統裏，常數{\displaystyle k_{\mathrm {e} }\,\!}的數值被設定為1，電荷量的因次被稱為高斯電荷量。這樣，作用力的方程式變為
{\displaystyle F={\frac {{q_{s}}^{2}}{r^{2}}}\,\!}；
其中，{\displaystyle q_{s}\,\!}是高斯電荷量。
假設兩個點電荷的電荷量都是一個單位高斯電荷量，分隔距離是1公分。則兩個點電荷相互作用於對方的力是1 達因。那麼，高斯電荷量的因次也可以寫為「達因1/2公分」。這與國際單位制的因次，「牛頓1/2公尺」，有同樣的因次。但是，高斯電荷量與國際單位制電荷量的因次並不相同。高斯電荷量不是用庫侖來測量的。
後來，科學家覺得，對於球幾何案例，應該加入因子{\displaystyle 4\pi \,\!}於庫侖定律，表達方程式為
{\displaystyle F=\;k'_{\mathrm {e} }{q'_{s}}^{2}/4\pi r^{2}\,\!}；
其中，{\displaystyle k'_{\mathrm {e} }\,\!}、{\displaystyle q'_{s}\,\!}分別為新的常數和電荷量。
這個點子稱為理想化。設定{\displaystyle k'_{\mathrm {e} }=1\,\!}。電量單位也改變了，但是，電量的因次仍舊是「達因1/2公分」。 
下一個步驟是將電量表達為一個獨自的基本物理量，標記為{\displaystyle q\,\!}，將庫侖定律寫為它的現代形式：
{\displaystyle F=q^{2}/4\pi \epsilon _{0}r^{2}\,\!}。
很明顯地，舊厘米-克-秒靜電制裏的電量{\displaystyle q_{s}\,\!}與新的國際標準制電量{\displaystyle q\,\!}的關係式為
{\displaystyle q_{s}=q/{\sqrt {4\pi \epsilon _{0}}}\,\!}。

### ε0數值的設定
採用國際標準制，要求力的單位為牛頓，距離的單位為公尺，電荷量的單位為工程師的實用單位，庫侖，定義為1 安培的電流在1秒鐘內所累積的電荷量。那麼，真空電容率的因次應該是
「庫侖2牛頓-1公尺-2」（或者，「法拉1公尺-1」）。
真空電容率的數值可以從馬克士威方程組求得。觀察在真空中的馬克士威方程組的微分形式：
{\displaystyle \nabla \cdot \mathbf {E} =0\,\!}、
{\displaystyle \nabla \times \mathbf {E} =-{\frac {\partial \mathbf {B} }{\partial t}}\,\!}、
{\displaystyle \nabla \cdot \mathbf {B} =0\,\!}、
{\displaystyle \nabla \times \mathbf {B} =\epsilon _{0}\mu _{0}{\frac {\partial \mathbf {E} }{\partial t}}\,\!} ;
其中，{\displaystyle \mathbf {E} \,\!}是電場，{\displaystyle \mathbf {B} \,\!}是磁感應強度。
取第四個馬克士威方程式的旋度，
{\displaystyle \nabla \times (\nabla \times \mathbf {B} )=\epsilon _{0}\mu _{0}{\frac {\partial (\nabla \times \mathbf {E} )}{\partial t}}\,\!}。
將第二個馬克士威方程式（法拉第方程式）代入，則可得到
{\displaystyle \nabla \times (\nabla \times \mathbf {B} )=-\epsilon _{0}\mu _{0}{\frac {\partial ^{2}\mathbf {B} }{\partial t^{2}}}\,\!}。
應用一個向量恆等式，
{\displaystyle \nabla \times (\nabla \times \mathbf {B} )=\nabla (\nabla \cdot \mathbf {B} )-\nabla ^{2}\mathbf {B} \,\!}。
再注意到第三個馬克士威方程式（高斯磁定律），所以，
{\displaystyle \nabla \times (\nabla \times \mathbf {B} )=-\nabla ^{2}\mathbf {B} \,\!}。
這樣，就可以得到光波的磁场波動方程式：
{\displaystyle \nabla ^{2}\mathbf {B} -\epsilon _{0}\mu _{0}{\frac {\partial ^{2}\mathbf {B} }{\partial t^{2}}}=0\,\!}。
以同样的方式，也可得到光波的电场波动方程式：
{\displaystyle \nabla ^{2}\mathbf {E} -\epsilon _{0}\mu _{0}{\frac {\partial ^{2}\mathbf {E} }{\partial t^{2}}}=0}。
這光波傳播的速度（光速{\displaystyle c_{0}\,\!}）是
{\displaystyle c_{0}=1/{\sqrt {\epsilon _{0}\mu _{0}}}\,\!}。
這方程式表達出光速、真空電容率、真空磁導率，這三個物理量的相互關係。原則上，科學家可以選擇以庫侖，或是以安培為基本電磁單位。經過仔細的考量，國際單位組織決定以安培為基本電磁單位。因此，{\displaystyle \mu _{0}\,\!}、{\displaystyle c_{0}\,\!}的數值設定了{\displaystyle \epsilon _{0}\,\!}的數值。若想知道如何決定{\displaystyle \mu _{0}\,\!}的數值，請參閱條目真空磁導率。

## 可實現真空和自由空間
自由空間（free space）是一個理想的參考狀態，可以趨近，但是在物理上是永遠無法達到的狀態。可實現真空有時候被稱為部分真空（partial vacuum），意指需要超低氣壓，但超低氣壓並不是近似自由空間的唯一條件。
與經典物理內的真空不同，現今時代的物理真空意指的是真空態（vacuum state），或量子真空。這種真空絶對不是簡單的空無一物的空間。因此，自由空間不再是物理真空的同義詞。若想要知道更多細節，請參閱條目自由空間和真空態。
對於為了測量國際單位的數值，而在實驗室製成的任何部分真空，一個很重要的問題是，部分真空是否可以被滿意地視為自由空間的實現？還有，我們必須怎樣修正實驗的結果，才能使這些結果適用於基線？例如，為了彌補氣壓高於零而造成的誤差，科學家可以做一些修正。
若想知道怎樣才能製成優良的部分真空，請參閱條目超高真空（ultra high vacuum）和自由空間。
請注意，這些缺陷並不會影響真空電容率{\displaystyle \epsilon _{0}\,\!}的意義或數值。{\displaystyle \epsilon _{0}\,\!}是個定義值，是由國際標準組織，通過光速和真空磁導率的定義值而衍生的。

## 參閱
- 偶極子
- 電極化強度
- 電偶極矩
- 磁化向量
- 卡西米爾效應